# Bessarion Lominadse
Bessarion (Besso) Lominadse (georgisch ბესარიონ ლომინაძე, russisch Виссарион Виссарионович Ломинадзе Wissarion Wissarionowitsch Lominadse; * 25. Maijul. / 6. Juni 1897greg. in Kutaissi, Russisches Kaiserreich, heute Georgien; † 19. Januar 1935 bei Magnitogorsk) war ein georgischer kommunistischer Politiker. 1922 bis 1924 war er Chef der georgischen Parteiorganisation. 1927 vertrat er die Komintern in China und leitete einen Aufstand in Guangzhou. Als einer der Wortführer einer antistalinistischen Parteigruppe wurde er 1930 aus dem Zentralkomitee der KPdSU und 1934 aus der Partei ausgeschlossen.

## Leben
Im März 1917 wurde er Mitglied der Sozialdemokratischen Arbeiterpartei Russlands (SDAPR), im gleichen Jahr Parteisekretär in Kutaissi, 1918 Parteisekretär der Kommunistischen Partei Russlands (KPR) in Tiflis und 1919 Parteisekretär in Baku. 1921 wechselte er als Parteiorganisator nach Petrograd und beteiligte sich an der Niederschlagung des Kronstädter Matrosenaufstands.
Von 1922 bis 1924 war er erster Sekretär der Kommunistischen Partei der Sowjetunion in Georgien, von 1925 bis 1926 Erster Sekretär der Komintern-Jugend, von 1926 bis 1927 Mitglied des Präsidiums des Komintern-Exekutivkomitees. Von Juli bis Dezember 1927 leitete er eine Delegation der Komintern in China. Gemeinsam mit dem deutschen Kommunisten Heinz Neumann organisierte er den Aufstand in Guangzhou am 11. Dezember 1927, bei dessen Niederschlagung rund 25.000 Kommunisten umkamen.
1930 wurde er Mitglied des Zentralkomitees der Kommunistische Partei der Sowjetunion und erster Sekretär der KP Transkaukasiens. In einem Appell an das Zentralkomitee kritisierte er im September gleichen Jahres scharf den sowjetischen Fünfjahrplan. Bald darauf tat er sich mit dem Premierminister der Russischen SFSR, Sergei Iwanowitsch Syrzow zusammen, einem erklärten Gegner der Zwangskollektivierung in der Sowjetunion, der Josef Stalin mit einer Gruppe Gleichgesinnter von der Macht entfernen wollte. Im Dezember 1930 wurde er auf Antrag des Politbüros wegen Bildung eines „Links-Rechts-Blocks“ aus dem Zentralkomitee der Partei ausgeschlossen, blieb aber bis 1931 Parteichef in Transkaukasien. Seine Kritik an Stalin gab er nicht auf. Er plädierte für eine grundlegende Parteireform, bei der Stalin durch einen jüngeren KP-Funktionär abgelöst werden sollte.
Im November 1931 verlor er sein Amt als transkaukasischer Parteichef, wechselte zunächst in die Forschungsabteilung des sowjetischen Versorgungsministeriums und 1932 in einen Moskauer Maschinenbaubetrieb. Im August 1933 wurde er KP-Bezirkssekretär von Magnitogorsk.
1934 wurde er im Zuge einer Stalinschen Säuberung aus der KPdSU ausgeschlossen. Angeblich erschoss er sich im Dezember 1935 auf dem Weg von Magnitogorsk nach Tscheljabinsk, als ihn die sowjetische Geheimpolizei NKWD zu einer Vernehmung abholte.
Während des Großen Terrors spielte sein Name als Mitglied eines angeblichen „trotzkistisch-sinowjewistischen Terrorzentrums“ in verschiedenen Prozessen eine Rolle. Sergo Ordschonikidse wurde nach seinem Tod von Stalin in einer Rede vor KP-Funktionären einer heimlichen Korrespondenz mit Lominadse bezichtigt.

## Auszeichnungen
Lominadse wurde mit dem Rotbannerorden und dem Leninorden ausgezeichnet.